# Aeroporto Hans Christian Andersen
O Aeroporto Hans Christian Andersen (IATA: ODE, ICAO: EKOD) é um aeroporto localizado em Odense, na Dinamarca, foi construído pelo Exército Alemão durante a ocupação na Segunda Guerra Mundial.